# أوغستين بيترس
أوغستين بيترس (بالألمانية: Augustin Bea) (و. 1881 – 1968 م) هو عالم عقيدة، وأستاذ جامعي، وكاهن كاثوليكي ألماني، ولد في بادن-فورتمبيرغ، وكان عضوًا في الأكاديمية الأمريكية للفنون والعلوم، توفي في روما، عن عمر يناهز 87 عاماً.

## مناصب
تولى منصب الكاردينال، وعضو أكاديمية أثينا، وأسقف، ورئيس الاساقفة، وأسقف كاثوليكي.

## التعليم
تعلم في جامعة فرايبورغ، وجامعة هومبولت في برلين، وجامعة إنسبروك.

## جوائز
حصل على جوائز منها:
- جائزة السلام الألمانية لتجارة الكتب (1965)
- وسام الاستحقاق البافاري
- الدكتوراه الفخرية من جامعة فريبورغ ‏
- الدكتوراة الفخرية من جامعة هارفارد
- الدكتوراه الفخرية من جامعة فيينا ‏[7]
- صليب القائد لنيشان استحقاق جمهورية ألمانيا الاتحادية
- وسام الصليب الأكبر لجوقة الشرف
- Grand Cross of the Order of George I ‏.

## روابط خارجية
- أوغستين بيترس على موقع مونزينجر (الألمانية)